# Kombinerki

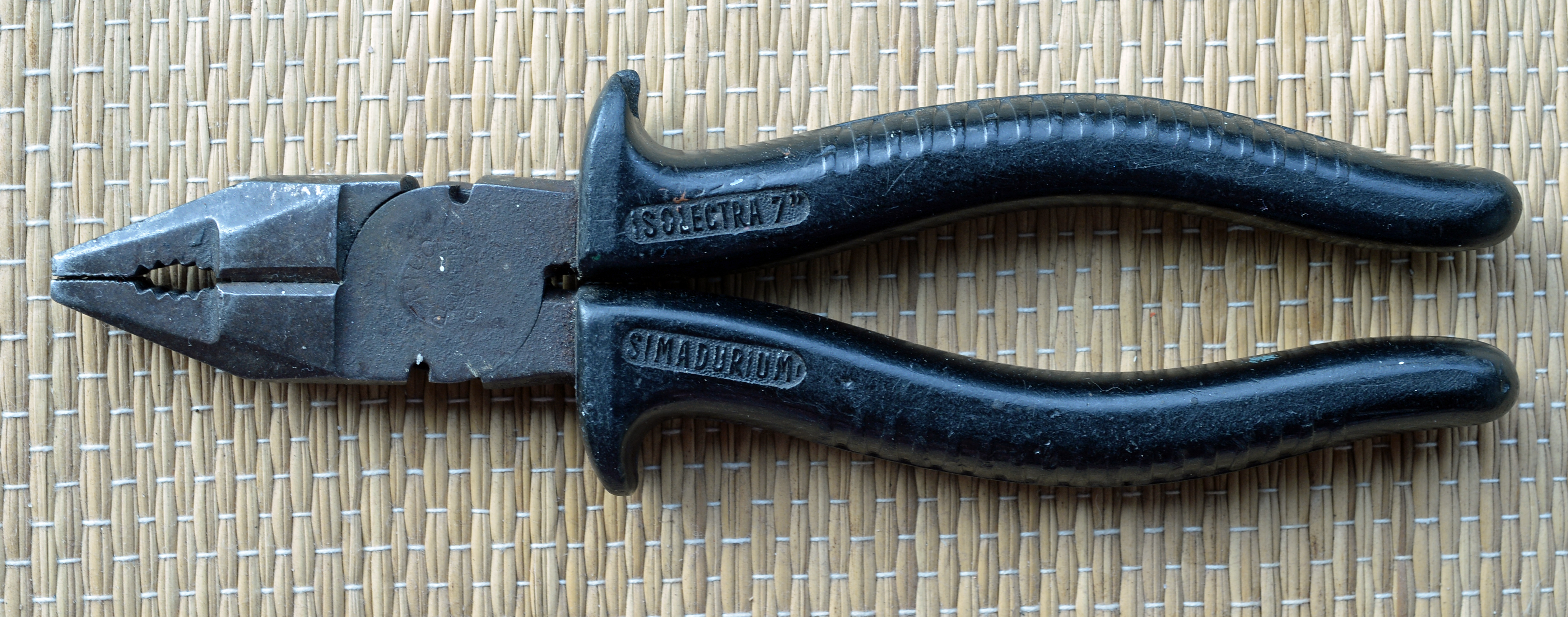
Kombinerki z rączkami pokrytymi izolacją

Kombinerki (szczypce uniwersalne) – jednoręczne szczypce uniwersalne, przeznaczone do drobnych prac takich jak: przytrzymywanie elementów, ich cięcie, zgniatanie, zaginanie czy kształtowanie.  
Część robocza kombinerek składa się (kolejno od końca):
- powierzchni chwytającej płaskiej poprzecznie ząbkowanej,
- powierzchni kształtowej ząbkowanej,
- bocznego ostrza tnącego.

Ich rączki mogą być pokryta izolatorem z tworzyw sztucznych (wówczas nadają się do prac elektrycznych).
Szczypce uniwersalne opisuje norma ISO 5746 z 2021 r. wymienia ona engineer's pliers (szczypce inżynierskie) oraz Lineman's pliers (szczypce monterskie). Szczypce inżynierskie mają kształtową część ząbkowaną, a monterskie są jej pozbawione, przez co ich część robocza jest krótsza. Część robocza kombinerek ma szerokość od 9 do 18 mm i długość od 28 do 50 mm. Norma opisuje, że szczypce mogą być pozbawione części tnącej.